# Бълдър
Бълдър (на турски: Bıldır) е село в Източна Тракия, Турция, вилает Одрин, околия Узункьопрю. Има население от 200 души (2007).

## География
Селото се намира на 18 км източно от Узункьопрю.

## История
В XIX век Бълдър е малко черкезко село в Узункьоприйска кааза в Одринския вилает на Османската империя. Според „Етнография на вилаетите Адрианопол, Монастир и Салоника“, издадена в Константинопол в 1878 година и отразяваща статистиката на населението от 1873 година, Балдър кьой (Baldir koui) има 18 домакинства и 60 жители черкези.